# Jakob Bartsch

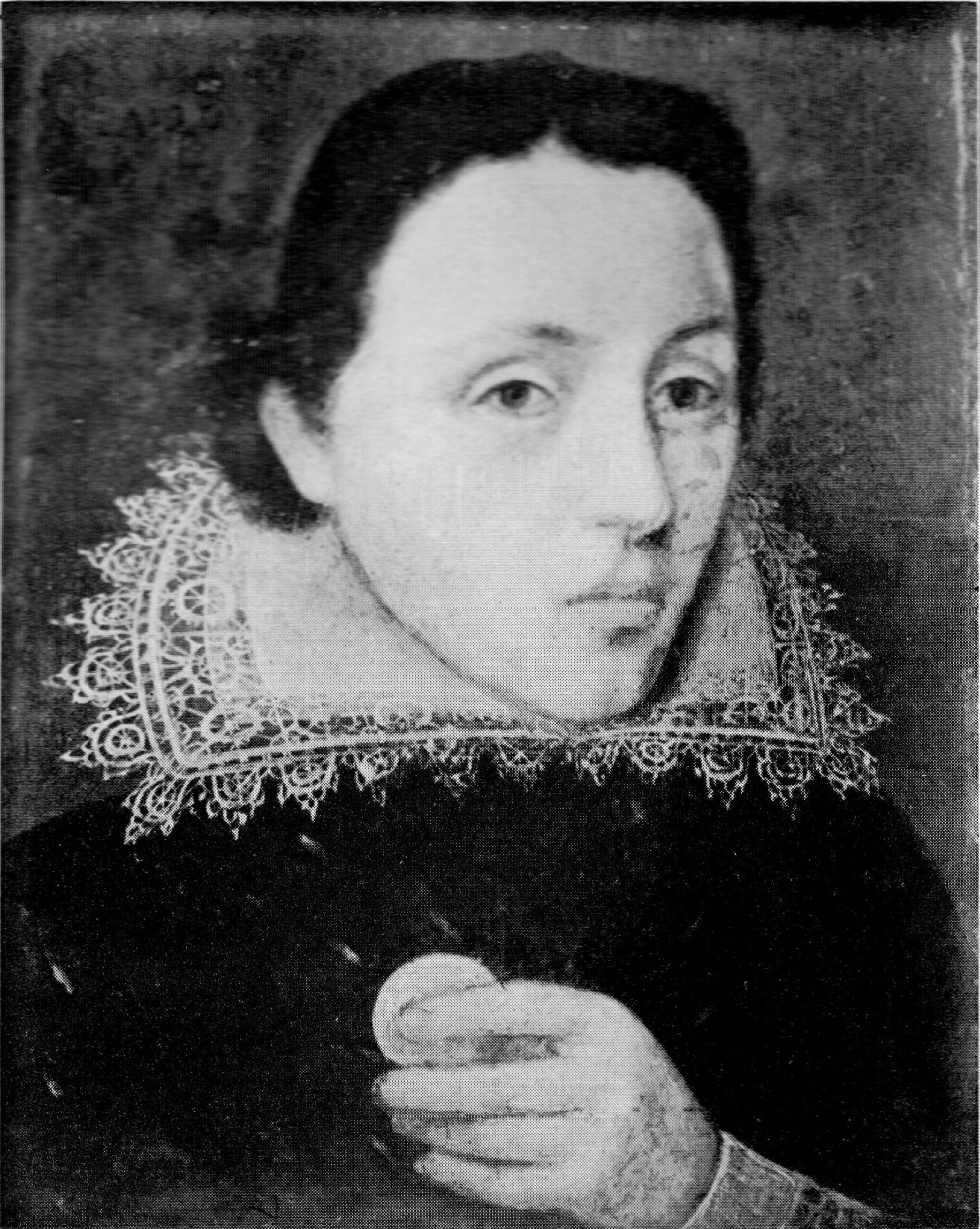
Jakob Bartsch

Jakob Bartsch of Jacobus Bartschius (Lauban (Lubań), ong. 1600 – aldaar, 26 december 1633) was een Duitse astronoom.
Bartsch werd geboren in Lauban (nu Lubań) in de Lausitz, Oost-Saksen (Duitsland). Hij werd onderwezen in het gebruik van het astrolabium door Sarcephalus (Christopher Hauptfleisch), een bibliothecaris in Breslau (Wrocław). Ook studeerde hij sterrenkunde en medicijnen aan de Universiteit van Straatsburg.
In 1624 publiceerde Bartsch verschillende sterrenkaarten, onder de titel Usus astronomicus planisphaerii stellati, waarin hij verscheidene nieuwe sterrenbeelden opnam. Die nieuwe sterrenbeelden waren rond 1613 geïntroduceerd door de Amsterdamse cartograaf Petrus Plancius. Deze sterrenbeelden waren onder andere Camelopardalis (Giraffe), Crux (Zuiderkruis), Monoceros (Eenhoorn) en Reticulum (Net).
Bartsch trouwde met de dochter van Johannes Kepler, Susanna, op 12 maart 1630. Hij hielp Kepler met zijn berekeningen. Na Keplers dood in 1630 bracht Bartsch postuum Keplers werk Somnium uit.
Bartsch stierf in Lauban in 1633.